# バターワース駅
バターワース駅（バターワースえき、マレー語:Stesen keretapi Butterworth）はマレーシアのペナン州バターワースにある、マレー鉄道ウエスト・コースト線の駅。

## 概要
ウエスト・コースト線の起点駅であり、対岸の一大リゾート・観光地であるペナン島に渡る拠点となる駅でもある。また、かつてはタイのバンコク発の国際列車が当駅まで運行されていた。タイ側国境駅のハジャイ駅から当駅間は約240km。
当駅や高速バス・ターミナル、フェリー・ターミナルがあるバターワース外環状道路と海岸に挟まれた一帯にペナン・セントラルと呼ばれる交通ハブが建っており、マレー鉄道も乗り入れる予定である。
ウエスト・コースト線の複線化、電化工事が進み、当駅もそれにあわせ改良された。2015年9月、グルン駅－カムンティン駅間で当駅を経由する形でコミューターの運行が始まった。現在は、当駅－パダン・ブサール駅間で運行されている。また、同年7月、当駅を経由する形で、イポー駅－パダン・ブサール駅間、及びKLセントラル駅－パダン・ブサール駅間のエレクトリック・トレイン・サービス(ETS)の運行が開始した（現在、当駅に乗り入れるのは、KLセントラル駅－バターワース駅間の列車のみ）。

## 歴史
- 1967年9月14日 - 駅開業。（バターワース～プライ間の開業による。）
- 2011年8月 - 新駅開業[1]

## 駅構造

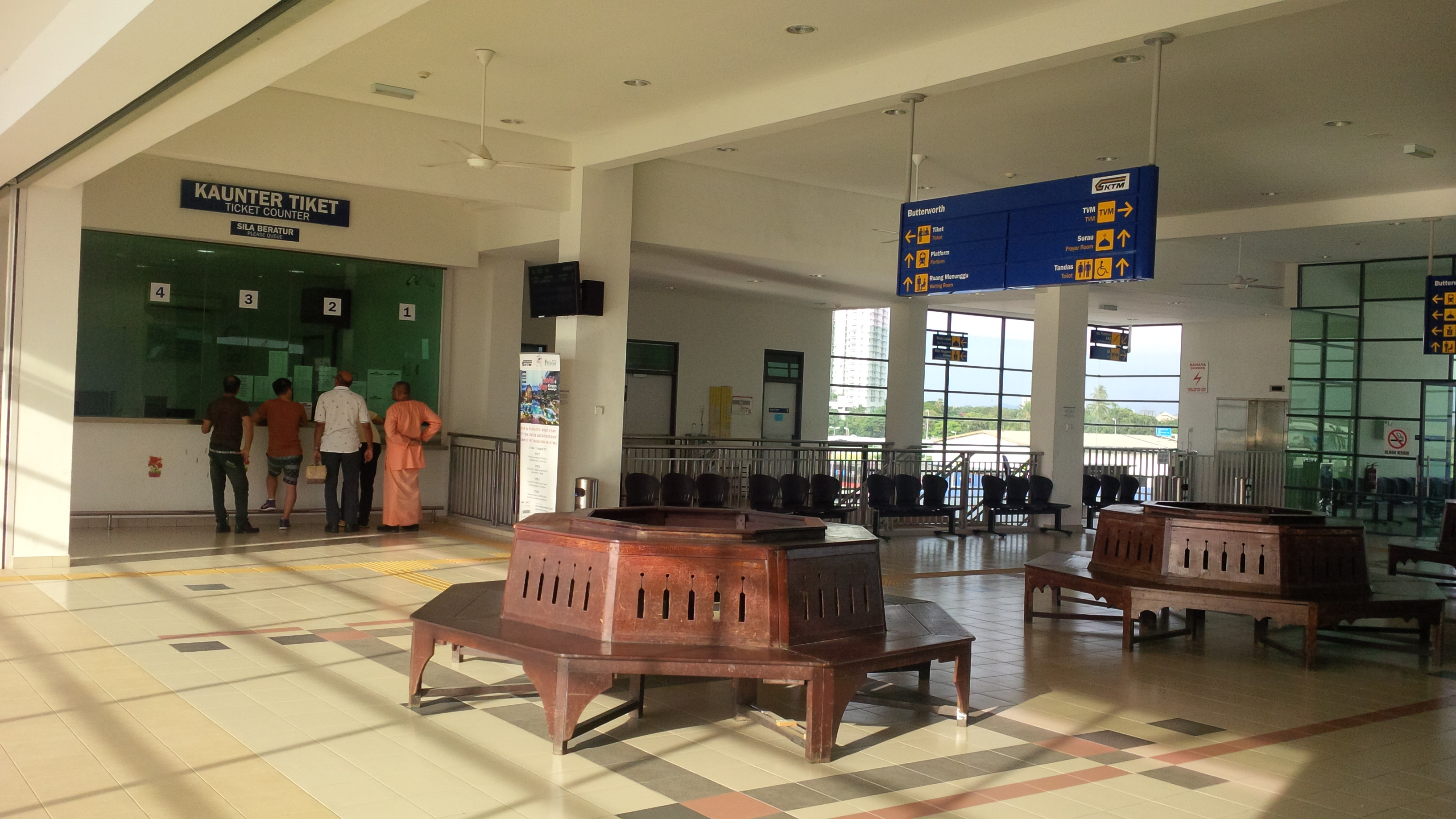
改札階コンコース

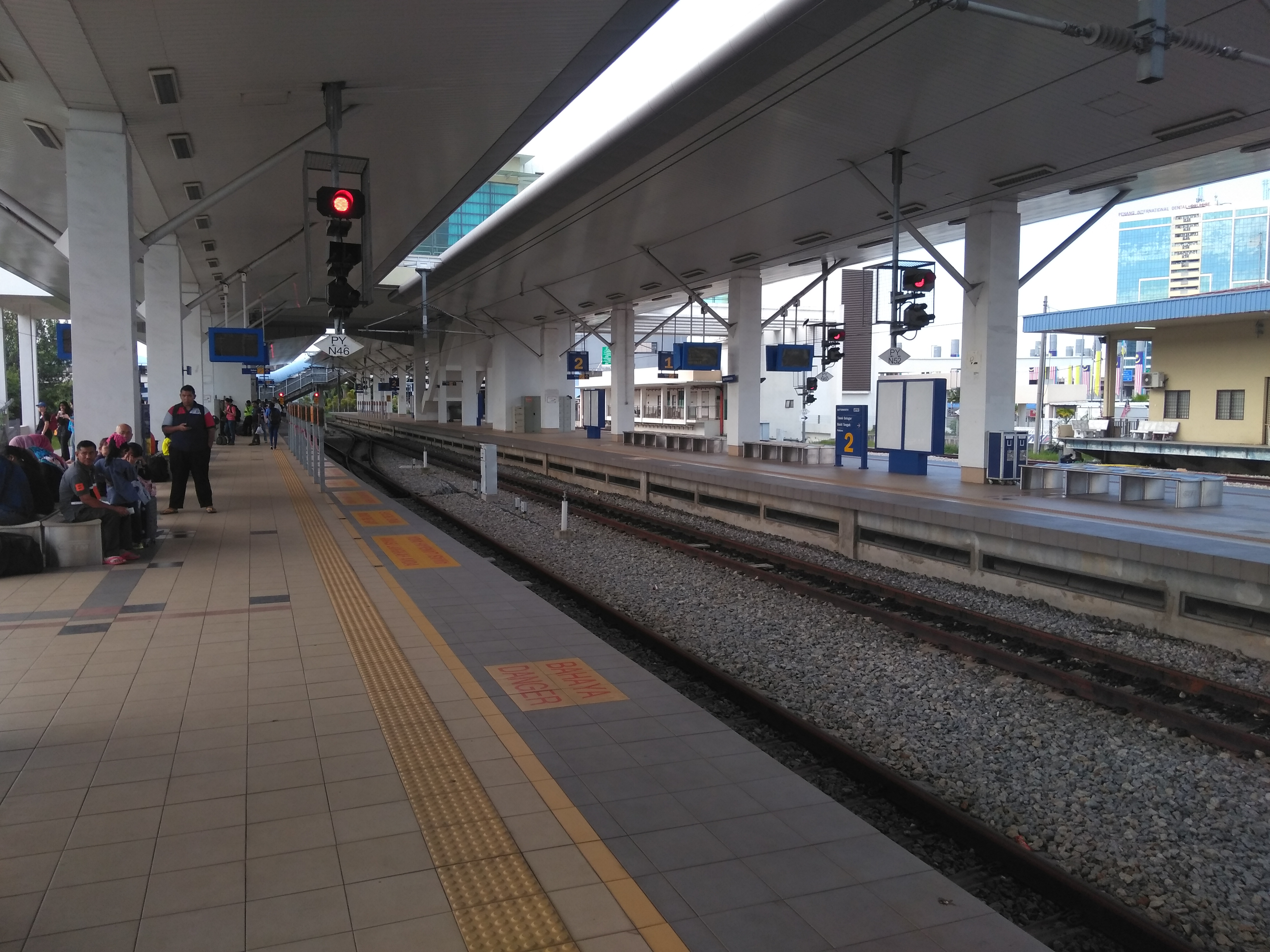
プラットホーム

島式ホーム2面4線をもつ地上駅で、橋上駅舎を持つ。1番線の北東側には、ノース・バターワース・コンテナ・ターミナル (略称: NBCT 英語: North Butterworth Container Terminal) への線路が通っている。南西側には、バターワース貨物駅がある。

## 駅周辺
バターワース駅とフェリー・ターミナル、高速バス・ターミナルが隣接しており、連絡橋で繋がっている。
マレー半島から対岸のペナン島へ渡る場合、バターワースからペナン・フェリーで、ペナン島の玄関口で中心地でもあるジョージタウンへ渡るのが一般的である。
- ペナン・セントラル（英語版）
- バターワース外環状道路（英語版）
- バターワース修道院国立高校（マレー語版）
- ペナン国際医療大学
- タブン・ハッジ（英語版、マレー語版）

## 隣の駅
マレー鉄道
ウエスト・コースト線
KTM ETS
バターワース駅 - ブキッ・ムルタジャム駅
 2  KTMコミューター バターワース-パダン・ブサール線
バターワース駅 - ブキッ・トゥンガァ駅